# ポールスター・2
ポールスター・2とは、ボルボ・カーズがポールスターブランドで販売する高級EVである。

## 概要

### 発表から量産まで
2016年に発表された「コンセプト40.2」がデザインのベースとなっており、市販モデルは2019年のジュネーブモーターショーで初公開された。2020年3月より中国・路橋の工場で量産が開始し、2020年7月にスウェーデンにおいて第1号車が納車された。
2023年8月、2の累計生産台数が150,000台を突破した。

### 設計
2は1に続くポールスターブランド第2弾のモデルで、ブランド初の完全EV車である。スタイルは5ドアのファストバックで、XC40などと同じくCMAプラットフォームを用いる。幾何学的なエクステリアデザインが特徴で、デザインチーフのマクシミリアン・ミッソーニは「都市的でロボット風な」デザインであると表現する。
2の製造においてはサスティナビリティのための取り組みが実施されており、シート生地にはトレーサビリティを確保したナッパレザーか、100％ヴィーガンのPVC素材を選択できる。またダッシュボードの加飾パネルにはリサイクルされた木材が用いられる。コバルトなどのリスク材料に対してはブロックチェーン技術によりトレーサビリティを確保している。
オプションのパフォーマンス・パッケージを選択することで、ブレンボ製のディスクブレーキと、オーリンズ製の減衰力手動調整機能付きショックアブソーバーを選択できる。

### フェイスリフト
2023年1月に改良型となる2024年モデルが発表された。
大容量化されたリチウムイオンバッテリーや新モーター、SiCインバータなどの搭載により、航続距離は最大22％増加した。またエネルギー消費率は最大9％削減し、高速充電時間は最大34％短縮された。シングルモーター仕様のモーター位置が前輪から後輪に変更され、これにより加速時に駆動輪へ荷重が加わるようになったという。
エクステリアでは、エンジン車と類似した格子状のフロントグリルから、「スマートゾーン」と呼ばれる1枚のパネルに変更された。パネルの裏には運転支援システム用のレーダーとカメラが内蔵される。
車両システムにおいては、スマートフォンをキーとして使用できる「ポールスター・デジタルキー」が導入され、スマートフォンよってロックを解除できる。また、スマートフォンを介して第三者とバーチャルキーを共有したり、その他のオンデマンド機能にアクセスできるようになる。インフォテインメントシステムにAndroidが組み込まれ、Google アシスタントやGoogle マップなどのサービスを車内で使用できるようになる。

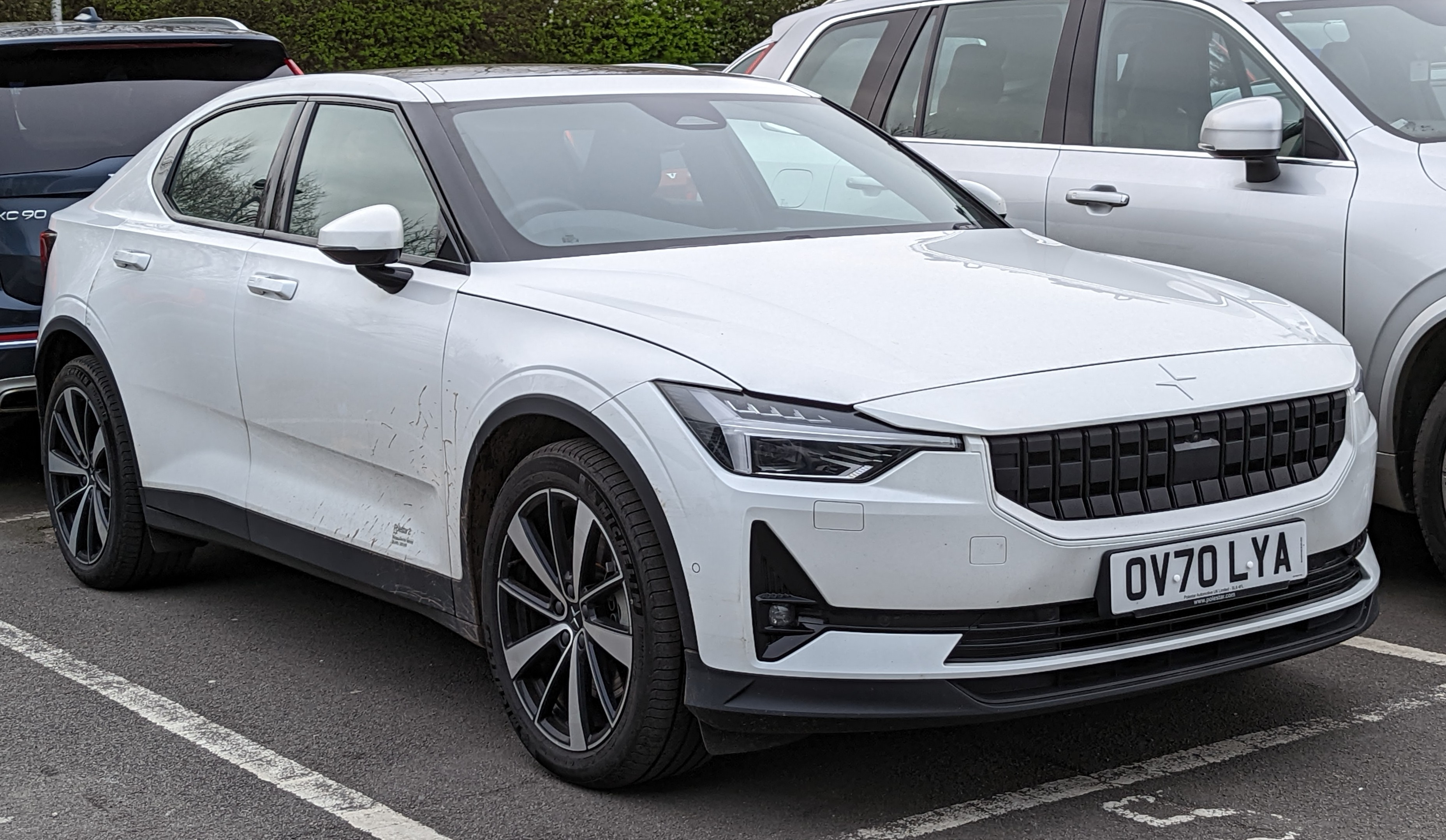
フェイスリフト前
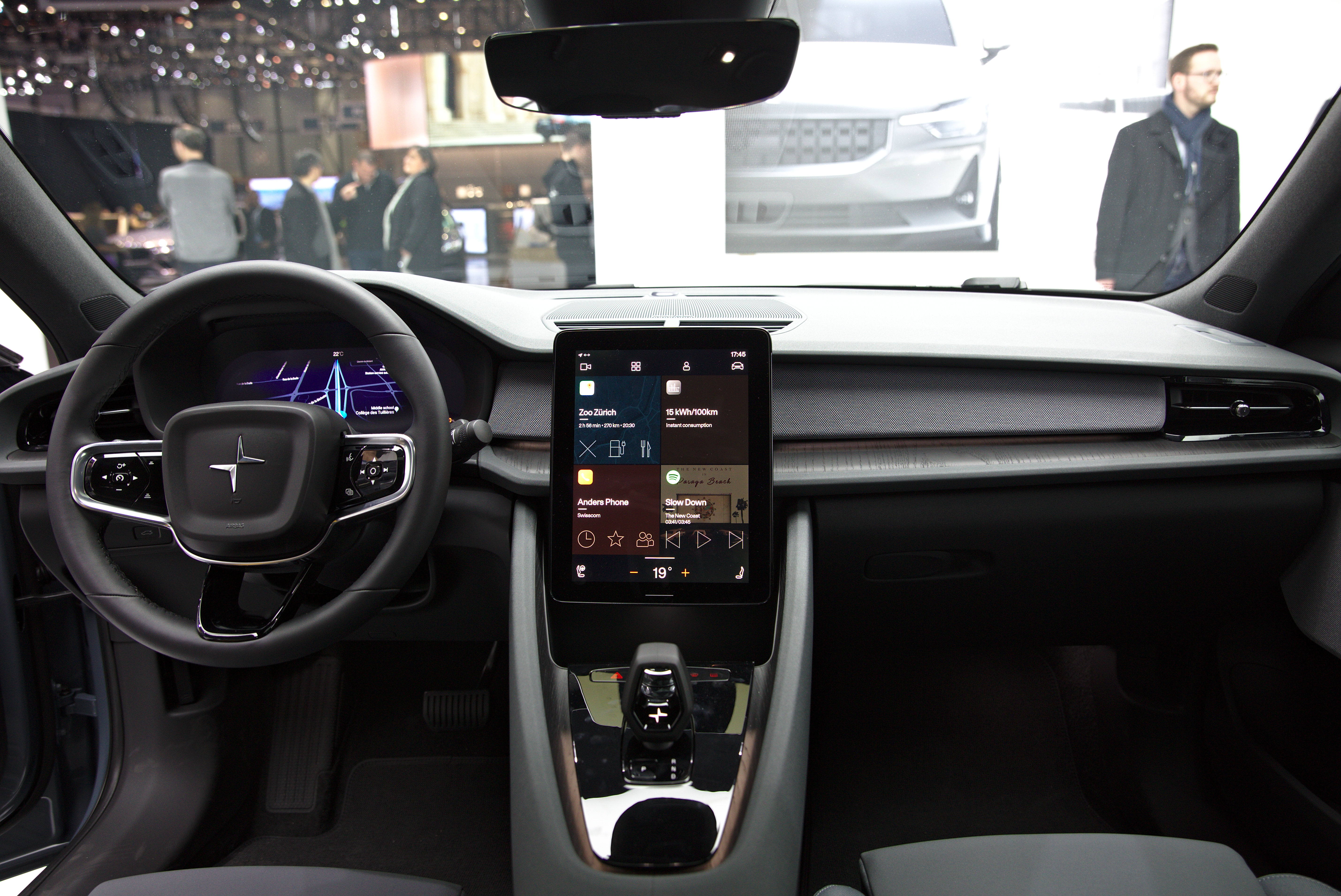
インテリア

### BSTエディション
2022年6月にハイパフォーマンスモデルである「BSTエディション270」が発表され、欧州、北米、中国限定で270台が販売された。グレード名のBSTは「ビースト（野獣）」を意味する。
2021年のグッドウッド・フェスティバル・オブ・スピードで2のハイパフォーマンスコンセプトが披露され、これが好評を博したことから、エディション270の限定生産が決定された。モーターとバッテリーに改良が施され、最高出力は350kW（476hp）、最大トルクは680Nmに向上し、0-100km/h加速は4.4秒に短縮された。足回りには専用にチューンされたオーリンズ製のダンパーや、45/35R21サイズのピレリP ZERO、ブレンボ製の4ピストンブレーキなどが装着された。エクステリアとインテリアのカラーには限定カラーが用意された。
2023年3月には「BSTエディション230」が発表され、欧州と北米限定で230台が販売される予定。フェイスリフト後のモデルをベースに、エディション270と同等のカスタムが施される。最高出力350kW（476hp）、最大トルク680Nm、0-100km/h加速4.4秒と、エディション270と性能の相違はない。

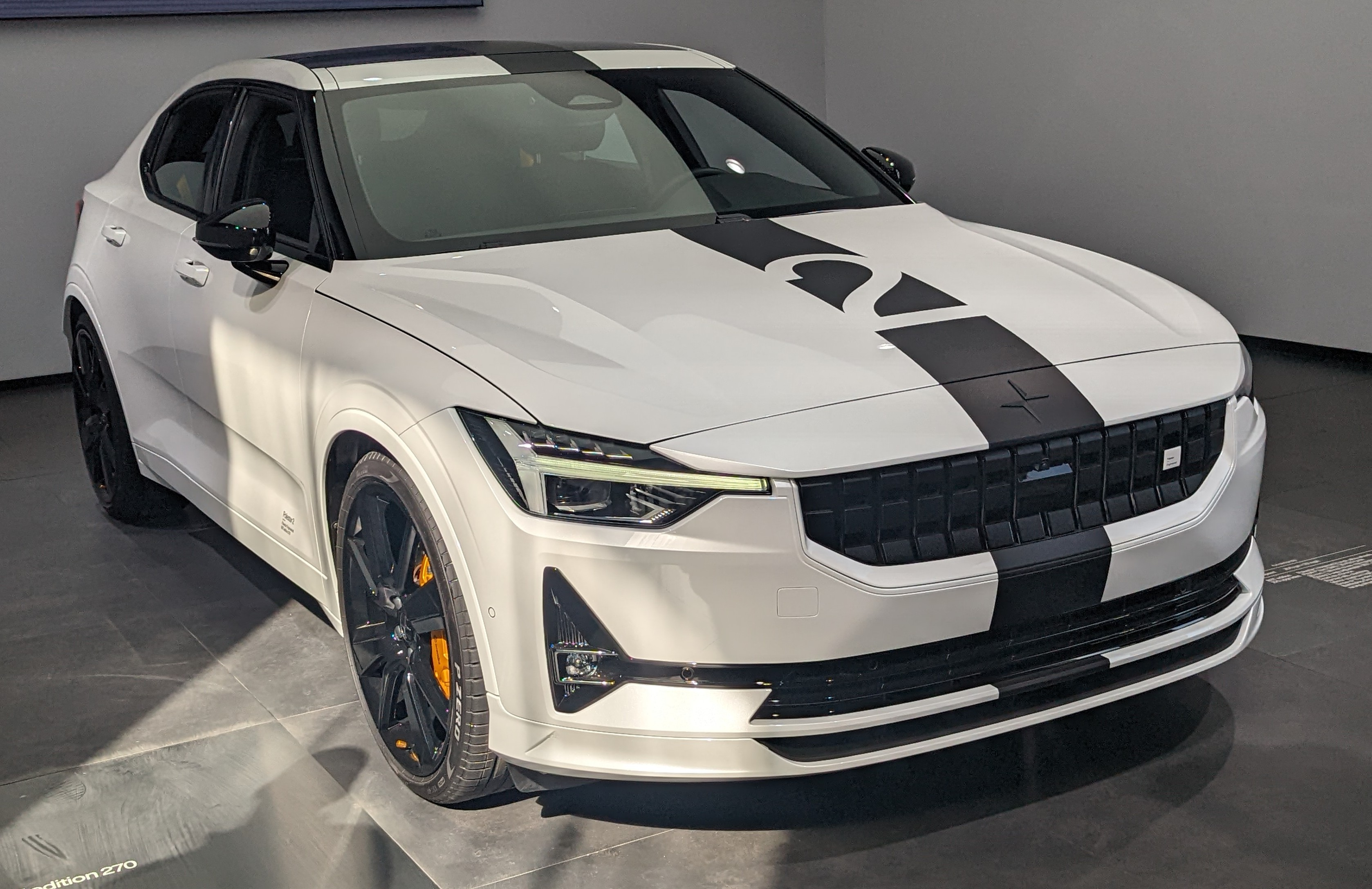
BSTエディション270
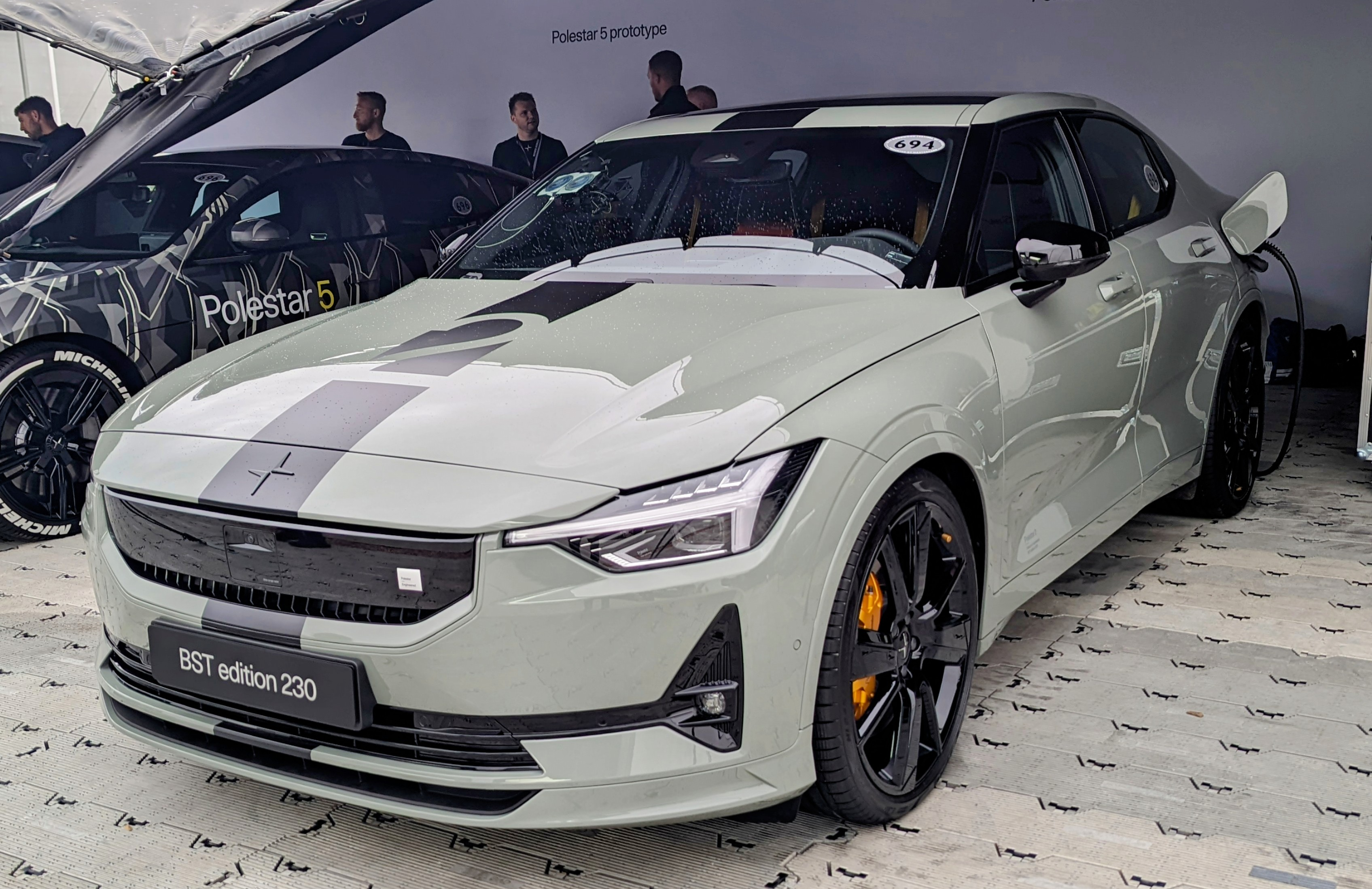
BSTエディション230

## 動力
2023年8月現在のラインナップは以下の通り。RWD仕様ではリヤに1基の同期モーターを搭載し、4WD仕様ではフロントに1基の誘導モーターとリヤに1基の同期モーターを搭載する。リチウムイオンバッテリーの容量は69kWhと82kWhの2種類がラインナップされる。
先述の通り、2023年1月のフェイスリフト前のシングルモーター仕様では、フロントに1基のモーターが搭載されていた。
| モデル                                                   | 駆動方式 | 最高出力        | 最大トルク | バッテリー容量 | WTLP航続距離 |
| -------------------------------------------------------- | -------- | --------------- | ---------- | -------------- | ------------ |
| スタンダードレンジ・シングルモーター                     | RWD      | 200 kW (272 PS) | 490 Nm     | 69 kWh         | 546 km       |
| ロングレンジ・シングルモーター                           | RWD      | 220 kW (272 PS) | 490 Nm     | 82 kWh         | 655 km       |
| ロングレンジ・デュアルモーター                           | 4WD      | 310 kW (421 PS) | 740 Nm     | 82 kWh         | 593 km       |
| ロングレンジ・デュアルモーター +パフォーマンスパッケージ | 4WD      | 350 kW (476 PS) | 740 Nm     | 82 kWh         | 568 km       |

## リコール
- 2020年10月、ソフトウェアの不具合により、走行中に電力の供給が停止する恐れがあるとして、対象車両2,189台に対してリコールを実施した[15]。
- 2020年11月、インバーターの欠陥により、対象車両4,586台に対してリコールを実施した[16]。

## 受賞
2は世界各国で以下の賞を受賞した。
| 年     | 主催者                                        | 受賞                                             |
| ------ | --------------------------------------------- | ------------------------------------------------ |
| 2020年 | ドイツ・カー・オブ・ザ・イヤー（GCOTY）       | Luxury Car of the Year                           |
| 2020年 | Auto Bildゴールデン・ステアリング・ホイール賞 | Das Goldene Lenkrad 2020: Kategorie mittlere SUV |
| 2020年 | ビジネスインサイダー                          | Car of the Year（1との同時受賞）                 |
| 2021年 | edie Sustainability Leaders award             | Product Innovation of The Year                   |
| 2021年 | レッド・ドット・デザイン賞                    | best of the best                                 |
| 2021年 | トップ・ギア                                  | Top Gear Electric Awards Best All-Rounder        |
| 2022年 | Auto Trader                                   | Most Loved Car 2022 / New Car of the Year 2022   |
| 2022年 | Diesel & EcoCar Magazine                      | Best Electric Compact Executive Car              |